# ودرویک
ودرویک (به لاتین: Vedrovice) یک ناحیه در جمهوری چک است که در Znojmo District واقع شده‌است.

## خصوصیات
ودرویک ۷٫۵۸ کیلومترمربع مساحت و ۸۴۰ نفر جمعیت دارد و ۲۵۶ متر بالاتر از سطح دریا واقع شده‌است.